# 前川俊一
前川 俊一（まえかわ しゅんいち、1908年6月5日 - 1993年1月11日）は、日本の英文学者、九州大学名誉教授。

## 略歴
三重県南牟婁郡（現熊野市）生まれ。第三高等学校 (旧制)卒。1931年、京都帝国大学経済学部卒。1934年東京帝国大学文学部英文科卒。東京府女子師範学校教諭。1937年第二高等学校 (旧制)教授。1943年第三高等学校 (旧制)教授。1948年九州大学法文学部助教授。1953年 - 1955年英国出張。1957年教授。1961年 - 1967年評議員。1964年 - 1966年文学部長。1972年定年退官、名誉教授、金城学院大学教授。

## 著書
- 『若きワーヅワス 詩心の成長と遍歴』英宝社、1967

### 翻訳
- ヴィルヘルム・ディベーリウス『英国』川村泉共訳 日新書院、1943
- トマス・ヒューズ『トム・ブラウンの学校生活』新月社、1947 のち岩波文庫
- フィールディング『トム・ジョウンズ. 上』世界文学社、1949
- 『ワーズワース詩集』弥生書房、世界の詩　1966
- 『緑蔭抄 前川俊一訳詩集 シェイクスピアからイェイツまで』英宝社、1971
- 『ハーディ詩選・愛と人生』英宝社、1986

### 記念論集
- 『前川俊一教授還暦記念論文集』英宝社、1968

## 参考
- 前川俊一教授略歴・「文学研究」1973-03